# Los trabajos de Marrone
Los trabajos de Marrone fue un histórico programa humorístico emitido por Canal 13 en 1960 y conducido por el gran capocómico Pepe Marrone.

## Historia
"Pepitito" Marrone tuvo la oportunidad de conducir un programa con guion de Hugo Moser, que se emitió los lunes a las 21 horas por Canal 13 titulado Los trabajos de Marrone con producción de Proartel. El ciclo, que duró cuatro años, contó con la participación de grandes del espectáculo argentino como su entonces pareja Juanita Martínez y Carlos Serafino.
El objetivo del programa fue desde un principio transmitir un humor sano, productivo y creativo al que el cómico ya nos tenía acostumbrados con su famoso ¡Cheé! y ¡Mamita querida!, mediante diferentes episodios que incluyeron:
- "El circo" en la que encarnaba al querido Payaso Cartucho con su ayudante Cartuchito (Pocholo)
- "El adivino"
- "Todo chiste"
- "Agencia de remises"
- "El sastre"
- "El mozo"
- "El agente secreto"
- "El linyera"
- "El buzón"
- "El portero"
- "El viajante"
- "El pariente"
- "Chofer de tranvía"
- "El inquilino"
- "El modisto, la sonámbula y el prestamista"
- "La panadería"
- "Los novios"
- "El colchonero"
- "Las pompas fúnebres"

, entre muchos otros.

### Ficha técnica
- Escenografía: Ponchi Marpurgo - Antón - Enrique Zanini - Federico Padilla
- Dirección: Roberto Miranda - Manuel Vicente -

En este programa debutaron en el mundo artístico las hermanas Pons, a quienes luego el propio Marrone haría debutar en el Teatro Maipo y el Teatro Nacional.

## Tema de apertura
Se trató de un tema de música tap (ya que Marrone era un excelente bailador de tap) elegido por su musicalizador Lino Armando Rotelo.

## Elenco
- José Marrone
- Juanita Martínez
- Carlos Serafino
- Norma Pons
- Mimí Pons
- Humberto de la Rosa
- Isabel de los Santos
- Luisina Brando
- Chola Duby
- Marta González
- Rogelio Romano
- Santiago Scalli
- Eduardo Ayala
- Humberto Selvetti
- Emma Bernal
- Julio Vidal
- Elena Robin
- Francisco Lizzio
- Rosangela Balbo
- Eduardo Alí Bargach
- Susana Beltrán
- Antonio Marrone

## Galardones y nominaciones
Carlos Carlino ganó un Premio Martín Fierro como mejor libretista cómico. Mientras el debutante José Marrone fue nominado como en el rubro mejor actor cómico.